# Erebus Montes

Severní část pohoří Erebus Montes na základě snímků THEMIS

Erebus Montes je pohoří na povrchu Marsu, které se táhne přes 785 km. Nachází se na severní polokouli planety mezi pohořími Tharsis a Elysium Mons na planině Arcadia Planitia, kterou odděluje od další planiny Amazonis Planitia. Pojmenováno bylo v roce 1982.